# هاوکر هارت
هاوکر هارت (به انگلیسی: Hawker Hart) یک هواگرد دوباله تک‌موتوره دو سرنشین از نوع بمب‌افکن سبک ساخت شرکت هاوکر در بریتانیا است. این هواگرد اواخر دهه ۱۹۲۰ طراحی و در سال ۱۹۳۰ وارد خدمت در نیروی هوایی بریتانیا شد. هارت پیش از آغاز جنگ جهانی دوم منسوخ به حساب می‌آمد و با هواگردهای جدیدتر تک‌باله جایگزین گردید؛ بدین شکل استفاده اندکی از آن در این جنگ شد تا این که کاملاً کنار گذاشته شد.
چندین نوع اصلی هارت، از جمله یک نسخه دریایی شده برای ناوهای هواپیمابر نیروی دریایی سلطنتی، توسعه یافت. به غیر از بریتانیا، هارت توسط تعدادی از کشورهای خارجی از جمله آفریقای جنوبی، افغانستان ،استونی ،ایران، کانادا، سوئد و یوگسلاوی مورد استفاده قرار گرفت.

## کاربران

### هاوکرهارت
- پادشاهی افغانستان
  - قوای هوایی افغانستان هشت فروند در ۱۹۳۷ دریافت نمود.
- کانادا
  - نیروی هوایی سلطنتی کانادا
- مصر
  - نیروی هوایی سلطنتی مصر
- استونی
  - نیروی هوایی استونی ۸ فروند را در سال ۱۹۳۲ دریافت نمود.[۱] هواپیماهای مذکور تا زمان اشغال استونی توسط شوروی در ۱۹۴۰، در خدمت نیروی هوایی استونی باقی ماندند.[۲]
- راج بریتانیا
  - گُردان (اسکاردران) اول هوایی
  - گردان (اسکاردران) دوم هوایی
  - مدرسه آموزش خدمات پروازی یکم در امبالا
- نیروی هوایی شاهنشاهی ایران ۶۶ فروند از این هواگرد داشت. ده فروند هواگرد هاوکر آداگز در کارخانه هواپیماسازی شهباز تولید شد.[۳]
- آفریقای جنوبی
  - نیروی هوایی آفریقای جنوبی از سال ۱۹۳۷ بیش از ۵۰ فروندهارت سابق نیروی هوایی سلطنتی را دریافت نمود.
  - گردان (اسکاردران) اول هوایی
- رودزیای جنوبی
  - نیروی هوایی رودزیای جنوبی
- سوئد
  - نیروی هوایی سلطنتی سوئد در سال ۱۹۳۴ چهار فروند هارت ساخته شده توسط هاوکر با موتور شعاعی از نوع بریستول پگاسوس را دریافت نمود، ۴۲ فروند دیگر با موتور پگاسوس تحت مجوز تولید شدند.[۱]
- United Kingdom
- پادشاهی یوگسلاوی

### Hawker Audax
- راج بریتانیا
- کانادا
- مصر
- عراق - No. 3 Squadron IqAF[۴]
- ایران
- رودزیای جنوبی
- تنگه اسکان
- United Kingdom

### Hawker Demon
- Australia
- United Kingdom

### Hawker Hardy
- United Kingdom
- رودزیای جنوبی
- بلژیک (one aircraft, ex-RAF K4316)
- کنگوی بلژیک

### Hawker Hartebeest
- آفریقای جنوبی

### Hawker Osprey
- پرتغال
- جمهوری دوم اسپانیا
- سوئد
- United Kingdom

## مشخصات فنی هارت (با موتور کسترل IB بمب افکن با دید روز)
داده‌ها از The British Bomber since 1914.
ویژگی‌های عمومی
- خدمه: ۲
- طول: ۲۹ فوت ۴ اینچ (۸٫۹۴ متر)
- پهنای بال: ۳۷ فوت ۳ اینچ (۱۱٫۳۵ متر)
- ارتفاع: ۱۰ فوت ۵ اینچ (۳٫۱۸ متر)
- مساحت بال‌ها: ۳۴۹٫۵ فوت مربع (۳۲٫۴۷ متر مربع)
- ایرفویل: RAF 28[۶]
- وزن خالی: ۲٬۵۳۰ پوند (۱٬۱۴۸ کیلوگرم)
- بیشترین وزن برخاست: ۴٬۵۹۶ پوند (۲٬۰۸۵ کیلوگرم)
- ظرفیت سوخت: ۸۳ گالون بریتانیایی (۱۰۰ گالون آمریکایی؛ ۳۸۰ لیتر)[۷]
- پیشرانه: ۱ عدد موتور وی۱۲ آب خنک ازنوع رولز-رویس کسترل IB, ۵۲۵ اسب بخار (۳۹۱ کیلووات)

عملکرد
- حداکثر سرعت: ۱۸۵ مایل بر ساعت (۲۹۸ کیلومتر بر ساعت، ۱۶۱ گره) در ۱۳٬۰۰۰ فوت (۴٬۰۰۰ متر)
- سرعت واماندگی: ۴۵ مایل بر ساعت (۷۲ کیلومتر بر ساعت، ۳۹ گره) [۸]
- بُرد: ۴۳۰ مایل (۶۹۰ کیلومتر، ۳۷۰ مایل دریایی)
- حداکثر ارتفاع: ۲۲٬۸۰۰ فوت (۶٬۹۰۰ متر)
- زمان اوج‌گیری: ۸ دقیقه و ۳۰ ثانیه برای رسیدن ۱۰٬۰۰۰ فوت (۳٬۰۰۰ متر)

تسلیحات

- اسلحه‌ها: ۱ عدد مسلسل ویکرز ۷٫۷ میلی‌متری(۰٫۳۰۳ اینچی), ۱ عدد مسلسل لوئیس ۷٫۷ میلی‌متری(۰٫۳۰۳ اینچی) در پشت کابین خلبان.
- بمب‌ها: حداکثر تا ۵۲۰ پوند (۲۴۰ کیلوگرم) در زیر بالها[۷]